# Skytte vid olympiska sommarspelen 1996
De olympiska tävlingarna i skytte 1996 avgjordes mellan den 20 och 24 juli i Fulton County sydväst om Atlanta. Totalt deltog 419 tävlande, 294 män och 125 kvinnor, från 100 länder i tävlingarna.

## Medaljtabell
| Pl.   | Nation      | Guld | Silver | Brons | Totalt |
| ----- | ----------- | ---- | ------ | ----- | ------ |
| 1     | Ryssland    | 3    | 2      | 1     | 6      |
| 2     | Kina        | 2    | 2      | 1     | 5      |
| 3     | Tyskland    | 2    | 2      | 0     | 4      |
| 4     | Italien     | 2    | 1      | 2     | 5      |
| 5     | Australien  | 2    | 0      | 1     | 3      |
| 6     | Polen       | 1    | 1      | 1     | 3      |
| 6     | USA         | 1    | 1      | 1     | 3      |
| 8     | Frankrike   | 1    | 0      | 1     | 2      |
| 8     | Jugoslavien | 1    | 0      | 1     | 2      |
| 10    | Bulgarien   | 0    | 2      | 2     | 4      |
| 11    | Kazakstan   | 0    | 2      | 1     | 3      |
| 12    | Österrike   | 0    | 1      | 1     | 2      |
| 13    | Belarus     | 0    | 1      | 0     | 1      |
| 14    | Tjeckien    | 0    | 0      | 1     | 1      |
| 14    | Slovakien   | 0    | 0      | 1     | 1      |
| Total | Total       | 15   | 15     | 15    | 45     |

## Medaljfördelning

### Damer
| Gren                                  | Guld                          | Silver                     | Brons                         |
| 50 m gevär tre positioner Detaljer... | Aleksandra Ivošev Jugoslavien | Irina Gerasimenok Ryssland | Renata Mauer Polen            |
| 10 m luftgevär Detaljer...            | Renata Mauer Polen            | Petra Horneber Tyskland    | Aleksandra Ivošev Jugoslavien |
| 25 m pistol Detaljer...               | Li Duihong Kina               | Diana Jorgova Bulgarien    | Marina Logvinenko Ryssland    |
| 10 m luftpistol Detaljer...           | Olga Klochneva Ryssland       | Marina Logvinenko Ryssland | Mariya Grozdeva Bulgarien     |
| Dubbeltrap Detaljer...                | Kim Rhode USA                 | Susanne Kiermayer Tyskland | Deserie Huddleston Australien |

### Herrar
| Gren                                  | Guld                        | Silver                        | Brons                         |
| 50 m gevär tre positioner Detaljer... | Jean-Pierre Amat Frankrike  | Sergej Beljajev Kazakstan     | Wolfram Waibel, Jr. Österrike |
| 50 m gevär liggande Detaljer...       | Christian Klees Tyskland    | Sergej Beljajev Kazakstan     | Jozef Gönci Slovakien         |
| 10 m luftgevär Detaljer...            | Artem Khadzhibekov Ryssland | Wolfram Waibel, Jr. Österrike | Jean-Pierre Amat Frankrike    |
| 50 m pistol Detaljer...               | Boris Kokorev Ryssland      | Igor Basinskij Belarus        | Roberto Di Donna Italien      |
| 25 m snabbpistol Detaljer...          | Ralf Schumann Tyskland      | Emil Milev Bulgarien          | Vladimir Vokhmyanin Kazakstan |
| 10 m luftpistol Detaljer...           | Roberto Di Donna Italien    | Wang Yifu Kina                | Tanu Kiriakov Bulgarien       |
| Trap Detaljer...                      | Michael Diamond Australien  | Josh Lakatos USA              | Lance Bade USA                |
| Dubbeltrap Detaljer...                | Russell Mark Australien     | Albano Pera Italien           | Zhang Bing Kina               |
| Skeet Detaljer...                     | Ennio Falco Italien         | Mirosław Rzepkowski Polen     | Andrea Benelli Italien        |
| 10 m rörligt mål Detaljer...          | Yang Ling Kina              | Xiao Jun Kina                 | Miroslav Januš Tjeckien       |